# Matsudaira Naritsugu
Matsudaira Naritsugu (松平 斉承?  5 March 1811 – 27 July 1835) fue el decimocuarto daimyō del dominio de Fukui bajo el período Edo del shogunato Tokugawa en la provincia de Echizen.
Naritsugu nació en Fukui como el tercer hijo de Matsudaira Haruyoshi. Su nombre de niño fue Jinosuke (仁之助). En 1817, estaba comprometido con Asahime, una hija de Shōgun Tokugawa Ienari, y la pareja se casó formalmente en 1819.
Se sometió a su ceremonia genpuku en 1824 y recibió un kanji del nombre de Tokugawa Ienari para convertirse en Matsudaira Naritsugu. En ese momento, su título de cortesía eraIyo-no-kami y su court rank  fue Junior Cuarto Rango, Grado Superior.
Su padre murió en 1825 y se convirtió formalmente en daimyō de Fukui a principios del año siguiente. Su título de cortesía se convirtió enEchizen-no-kami y también Sakon'e-no-shōjō
Al principio de su mandato (desde 1827) ordenó un plan de austeridad fiscal de cinco años en un intento de reconstruir las finanzas del dominio, y desde 1829 ordenó que los criados del dominio se redujeran a la mitad del número actual durante los próximos siete. años. Sin embargo, en marcado contraste con estos esfuerzos, mantuvo el lujoso estilo de vida de su padre y su abuelo, y no escatimó en gastos cuando reconstruyó el palacio dentro de los terrenos del Castillo de Fukui. El dominio también se vio muy afectado por el aumento de los precios del arroz y una gran epidemia de viruela.
Naritsugu también intentó convencer al Shōgun para que le permitiera comerciar territorios con el Dominio Hikone bajo el control del clan Ii; sin embargo, murió en 1835 en la residencia Edo del dominio a la edad de 25 años, posiblemente debido a una enfermedad, antes de que se tomara una decisión. Esta fue una de las causas de la mala voluntad entre los Tairō Ii Naosuke y el futuro daimyō de Fukui, especialmente a Matsudaira Shungaku.
En el momento de su muerte, Naritsugu aún no había dejado un heredero. Un hijo menor de Tokugawa Ienari, y por lo tanto hermano de Asahime, fue elegido como sucesor.